# José Ortega
José Antonio Ortega Chourio (né le 12 octobre 1988 à Caja Seca, Venezuela) est un lanceur droitier des Ligues majeures de baseball sous contrat avec les Rockies du Colorado.

## Carrière
José Ortega signe son premier contrat professionnel en 2006 avec les Tigers de Detroit. Il fait ses débuts dans le baseball majeur avec cette équipe le 8 juin 2012. De 2012 à 2014, Ortega dispute 14 matchs des Tigers et affiche une moyenne de points mérités de 5,74 avec 15 retraits sur des prises en 15 manches et deux tiers lancées. Il encaisse 3 défaites.
En novembre 2014, il rejoint les Rockies du Colorado.